# Паскье, Этьен-Дени
Этьен-Дени Паскье (фр. Étienne-Denis Pasquier, часто канцлер Паскье, также Пакье, фр. Pâquier; 21 апреля 1767, Париж — 1862, там же) — французский политический деятель, потомок Этьенна Паскье. Барон с 1808 года, затем герцог с 1844 года. Префект полиции во времена Империи, несколько раз министр (юстиции, иностранных дел) во времена Реставрации, канцлер Франции и президент палаты пэров во время Июльской монархии.

## Биография
Его отец, советник парижского парламента, был гильотинирован в 1794 году; сам Паскье едва избежал эшафота и был освобожден лишь после 9 термидора.

#### При Наполеоне I
При Наполеоне I он был членом государственного совета и префектом полиции.

#### При Людовике XVIII и Карле X
Во время первой реставрации Паскье был директором путей сообщения, после вторичного падения Наполеона — министром юстиции в кабинете Талейрана. После окончательноuj djpdhfotybz Людовика префект парижской полиции Паскье подарил королю изящно переплетённый том с неполным списком агентов полиции с 1790 года и смог стать министром иностранных дел в кабинете Деказа (1819−1821) и пэром Франции (1821). Талантливый оратор, искусный и покладистый политик, Паскье то поддерживал суровые репрессивные меры и ограничения свободы печати (1823 и 1827), то боролся против влияния иезуитов в школах (1828), против закона о святотатстве (1826) и других реакционных законопроектов эпохи правительства Виллеля.

#### При Людовике-Филиппе
Назначенный при Людовике-Филиппе президентом палаты пэров, Паскье сделался преданным и влиятельным слугой Орлеанской династии; в 1837 году для него было восстановлено звание канцлера Франции, в 1844 году он возведён в герцогское достоинство. Председательствуя в судебных заседаниях палаты пэров по крупным политическим процессам, Паскье нередко обнаруживал большую нетерпимость, отстаивая, например, наказуемость так называемого нравственного соучастия. В 1848 году он покинул политическое поприще.

## Издания
Политические речи Паскье изданы в 1842 году, а 50 лет спустя его внучатым племянником и наследником герцогом Одифре-Паскье изданы его мемуары (Historic de mon temps, Паскье, 1893—95).